# Natalie Merchant
Natalie Merchant (* 26. října 1963, Jamestown, New York, USA) je americká zpěvačka. 
V letech 1981 až 1993 byla členkou skupiny 10 000 Maniacs. Následně se vydala na sólovou dráhu. První album Tigerlily vydala v roce 1995 (vydavatelství Elektra Records). Následovaly desky Ophelia (1998), Motherland (2001), The House Carpenter's Daughter (2003), Leave Your Sleep (2010) a Natalie Merchant (2014). V roce 2015 vydala nově nahrané verze písní ze svého alba Tigerlily na desce Paradise Is There: The New Tigerlily Recordings. Roku 2011 přispěla coververzí písně „Learning the Game“ na album Listen to Me: Buddy Holly. Od roku 1980 je vegetariánkou.